# Antonello da Caserta
Antonello da Caserta – włoski mnich i kompozytor żyjący na przełomie XIV i XV wieku. 
Jeden z bardziej znanych kompozytorów generacji Guillauma de Machaut. Komponował w języku włoskim i francuskim, ulegał też wpływom pochodzącym z Francji. 
Jedna z jego ballat cytuje Johana Villauta, kompozytora paryskiego. Stosował nieregularne metrum i proporcjonalne rytmy. Dzieła w języku włoskim są prostsze w zastosowanych środkach od francuskojęzycznych.